# Inga-Mi Vannérus Rydgran
Inga-Mi Vannérus Rydgran, född 27 juli 1932 i Göteborg, död 22 februari 2017 i Jönköping, var en svensk textilkonstnär.
Hon var dotter till ingenjören Torbjörn Vannérus och Ingeborg Maria Carlberg och från 1966 gift med läraren Martin Rydgran. Vannérus Rydgran studerade vid Slöjdföreningens skola 1952–1956 och arbetade därefter ett år på Libraria i Stockholm innan hon anställdes som konsulent vid Jönköpings hemslöjd. Hon genomförde en längre studieresa till Italien 1955 och tilldelades Svenska Hemslöjdsföreningarnas riksförbunds Hammarskjöldsstipendium 1962 med en resa till Färöarna 1963. 
Under sin tid i Jönköping utförde hon ett stort antal textila verk av skiftande karaktär, bland annat skapade hon mattor, bonader, draperier, kyrkliga textiler samt mindre kompositioner tillverkade direkt för hemslöjden. Separat ställde hon ut flertal gånger på Länsmuseet i Jönköping och hon medverkade i samlingsutställningen Kyrka och hemslöjd som visades 1964 samt ett stort antal konsthantverksutställningar. Hennes examensarbete vid Slöjdskolan utgjordes av en mässhake och altarbrun för Motala kyrka och utförde under de följande åren kompletterande eller fullständiga uppsättningar kyrkliga textilier för en rad småländska kyrkor. Förutom med brukstextilier för rådhus, banker, hotell och restauranger är hon representerad med bonaden Vapensmeden vid flickskolan i Jönköping, bonader i röllakan vid Österängskyrkan samt bonaderna Livets träd, Andreas och Hestra vid Hestras församlingshem och för lanthushållsskolan i Tenhult utförde hon bonaderna Livet på landet samt bonaden De 4 elementen för Länsförsäkringar i Jönköping. Tillsammans med Ingvor Dahlström gav hon 1970 ut boken Plockvävar.